# Ludger van de Loo
Ludger van de Loo (* 14. März 1959) ist ein ehemaliger deutscher Fußballspieler, der seine gesamte Profikarriere bei Bayer 05 Uerdingen spielte. Der Defensivspieler absolvierte in der Fußball-Bundesliga 144 Ligaspiele und erzielte in diesen sieben Tore. Im Jahr 1985 gewann er mit Uerdingen den DFB-Pokal.

## Laufbahn
Das Talent des Abwehrspielers fiel bereits in der Jugend auf und der DFB nominierte das Uerdinger Eigengewächs erstmals am 19. April 1977 für das Länderspiel gegen Schweden (2:1) für die Jugendnationalmannschaft. Mit der DFB-Auswahl nahm er im Mai des Jahres am UEFA-Juniorenturnier in Belgien teil. Er kam an der Seite von Mitspielern wie Walter Junghans und Dietmar Grabotin in allen Turnierspielen zum Einsatz und belegte mit der Auswahl den 4. Platz. Zur Saison 1977/78 bekam er einen Profivertrag für die Lizenzspielermannschaft, welche in der 2. Fußball-Bundesliga spielte. Debütiert in der 2. Bundesliga hatte er bereits als A-Jugendlicher am 1. und 7. Mai 1977 bei den zwei Ligaspielen gegen Wacker 04 Berlin (1:1) und Preußen Münster (2:2), wo er unmittelbar vor dem UEFA-Juniorenturnier von Trainer Klaus Quinkert zum Einsatz gebracht wurde. In seinem ersten Seniorenjahr, 1977/78, kam der Nachwuchsmann lediglich in vier weiteren Zweitligaspielen zum Einsatz. Mitgespielt hat dabei sicherlich der Trainerwechsel von Quinkert zu Siegfried Melzig bereits im August 1977. Als der ehemalige Italienprofi Horst Buhtz ab Oktober 1978 die Trainerstelle beim Team von der Grotenburg-Kampfbahn übernahm, ging es aber aufwärts bei dem Abwehrtalent. Am Rundenende 1978/79 zählte er mit 31 Ligaeinsätzen (1 Tor) zur Stammformation, welche die Vizemeisterschaft erreichte und damit die Möglichkeit hatte, über die Relegation gegen den Südvize SpVgg Bayreuth in die Bundesliga aufzusteigen. Ludger van de Loo lief in beiden Spielen Mitte Juni gegen Bayreuth auf und bildete jeweils vor Torhüter Manfred Kroke zusammen mit Paul Hahn, Norbert Brinkmann und Ludwig Lurz den Defensivverbund der Uerdinger. In Bayreuth reichte es zu einem 1:1-Remis, im Heimspiel entschied der in der 70. Minute für van de Loo eingewechselte Willi Götz mit einem Treffer in der 85. Minute zum 2:1 die Partie für die Blau-Roten.
Das Buhtz-Team konnte sich aber nur eine Runde in der Bundesliga halten, in der Saison 1980/81 stiegen die Nullfünfer wieder in die 2. Liga ab. Van de Loo hatte in den zwei Runden 56 Bundesligaspiele absolviert und drei Tore erzielt. Im zweiten Anlauf in der 2. Bundesliga, 1982/83, glückte aber erneut in Relegationsspielen, dieses Mal gegen den FC Schalke 04, die Rückkehr in die Bundesliga. Der Verteidiger hatte 67 Zweitligaspiele bestritten und sechs Tore erzielt. Insbesondere beim 1:1 im Rückspiel am 19. Juni bei Schalke 04 trug die Uerdinger Abwehr mit Werner Vollack, Matthias Herget, Norbert Brinkmann und dem Bruderpaar van de Loo die Hauptlast im erfolgreichen Einsatz um den Bundesligaaufstieg. Die nächsten Jahre verbesserte sich Uerdingen stetig und gewann 1985 sogar den DFB-Pokal, erreichte 1985/86 den 3. Rang und glänzte auch im Europacup, nicht zuletzt durch das Wunder von der Grotenburg.
Mit acht Einsätzen verabschiedete sich Ludger van de Loo in der Saison 1987/88 aus der Bundesliga und beendete seine Laufbahn. Er blieb in Krefeld wohnhaft und war beruflich als Diplom-Ingenieur tätig.
Van de Loo absolvierte von 1976 bis 1988 104 Zweitligaspiele (7 Tore) und 144 Bundesligaspiele (7 Tore). Sein größter Erfolg war der Gewinn des DFB-Pokals im Jahre 1985.

## Statistik
- Bundesliga (144 Spiele/7 Tore)
- 2. Bundesliga (104/7)
- DFB-Pokal (22/3)
- Europapokal (3/0)